# Olimpijskij
Il complesso sportivo "Olimpijskij" (in russo Спортивный комплекс "Олимпийский"?, Sportivnij kompleks "Olimpijskij"), chiamato anche semplicemente Olimpijskij o Olimpiysky, è lo stadio olimpico di Mosca, in Russia, costruita in occasione dei Giochi olimpici del 1980 e divisa in due aree, una dedicata alle gare di pallacanestro e l'altra al pugilato.
Include inoltre la grandissima piscina, usata sempre per le gare di nuoto durante i Giochi olimpici, che contiene circa 80 000 posti a sedere. Ha ospitato eventi come la Coppa Davis, i Campionati del mondo di atletica leggera indoor, il Bandy World Championships e l'Euroleague Basketball in diverse occasioni.
L'arena, come da progetto, prevede l'espansione delle aree di intrattenimento, che variano dai 16 000 ai 35 000 posti a sedere. Solitamente, per partite di tennis o pallacanestro, lo spazio del parterre viene ridotto di 1/4, portando, così, la capacità rispettivamente a 10 000 e 16 000 posti.

## Eventi ospitati
La prima cantante occidentale italiana e anche la più giovane all'epoca fu Sabrina Salerno che a soli 20 anni si esibì dal 13 al 15 febbraio 1989 con un pubblico complessivo di 60 000 persone nell'allora Unione Sovietica (URSS) proprio in questo stadio. Britney Spears si è esibita di fronte a 25 115 fan il 21 luglio 2009 con il suo The Circus: Starring Britney Spears e il 24 settembre 2011 col Femme Fatale Tour.
L'arena ha anche ospitato l'Eurovision Song Contest 2009.
La cantante francese Mylène Farmer si è esibita nel luglio 2009 e marzo 2000.
Roger Waters il 23 aprile 2011 con il suo The Wall Live Tour.
Paul McCartney il 14 dicembre 2011 con l'On the Run Tour.
Lady Gaga si è esibita di fronte a 19 522 fan con il Born This Way Ball il 12 dicembre 2012.
Madonna, il 7 agosto 2012, con un pubblico record di 19 842 persone col MDNA Tour.
Justin Bieber il 30 aprile 2012 con il Believe Tour.
Robbie Williams il 10 settembre 2017 con l'Heavy Entertainment Show.
Vi si sono esibiti inoltre i Deep Purple, Kylie Minogue, Lenny Kravitz, Depeche Mode, Scorpions, Whitney Houston, Shakira e Beyoncé.
Tra il 17 e il 21 aprile 2013 ha anche ospitato i Campionati europei di ginnastica artistica.